# Emma Friberg
Emma Friberg (født 21. December 1992 i Lund, Sverige) er en svensk håndboldspiller, der spiller for Viborg HK.